# Ligny-lès-Aire
Ligny-lès-Aire est une commune française située dans le département du Pas-de-Calais en région Hauts-de-France. Ses habitants sont appelés les Lignyacois. La commune est membre de la communauté d'agglomération de Béthune-Bruay, Artois-Lys Romane.
Depuis 2012, la valeur universelle et historique du bassin minier du Nord-Pas-de-Calais est reconnue et inscrite sur la liste du patrimoine mondial de l’UNESCO, parmi les 353 sites du bassin minier inscrits au patrimoine mondial de l’UNESCO, trois sites se trouvent dans la commune.

## Géographie

### Localisation
Localisée dans l'est du département du Pas-de-Calais, Ligny-lès-Aire est une commune située, à vol d'oiseau, à 9 km au sud-ouest de la commune d'Aire-sur-la-Lys (aire d'attraction) et à 21 km à l'ouest de la commune de Béthune (chef-lieu d'arrondissement).
Le territoire de la commune est limitrophe de ceux de six communes.
Les communes limitrophes sont Estrée-Blanche, Westrehem, Auchy-au-Bois, Febvin-Palfart, Rely et Enquin-lez-Guinegatte.

### Géologie et relief
La superficie de la commune est de 8,04 km2 ; son altitude varie de 52  à   132 m.

### Hydrographie

#### Réseau hydrographique
La commune est située dans le bassin Artois-Picardie. Elle est drainée par la Ligny-les-Aire et un autre petit cours d'eau,.

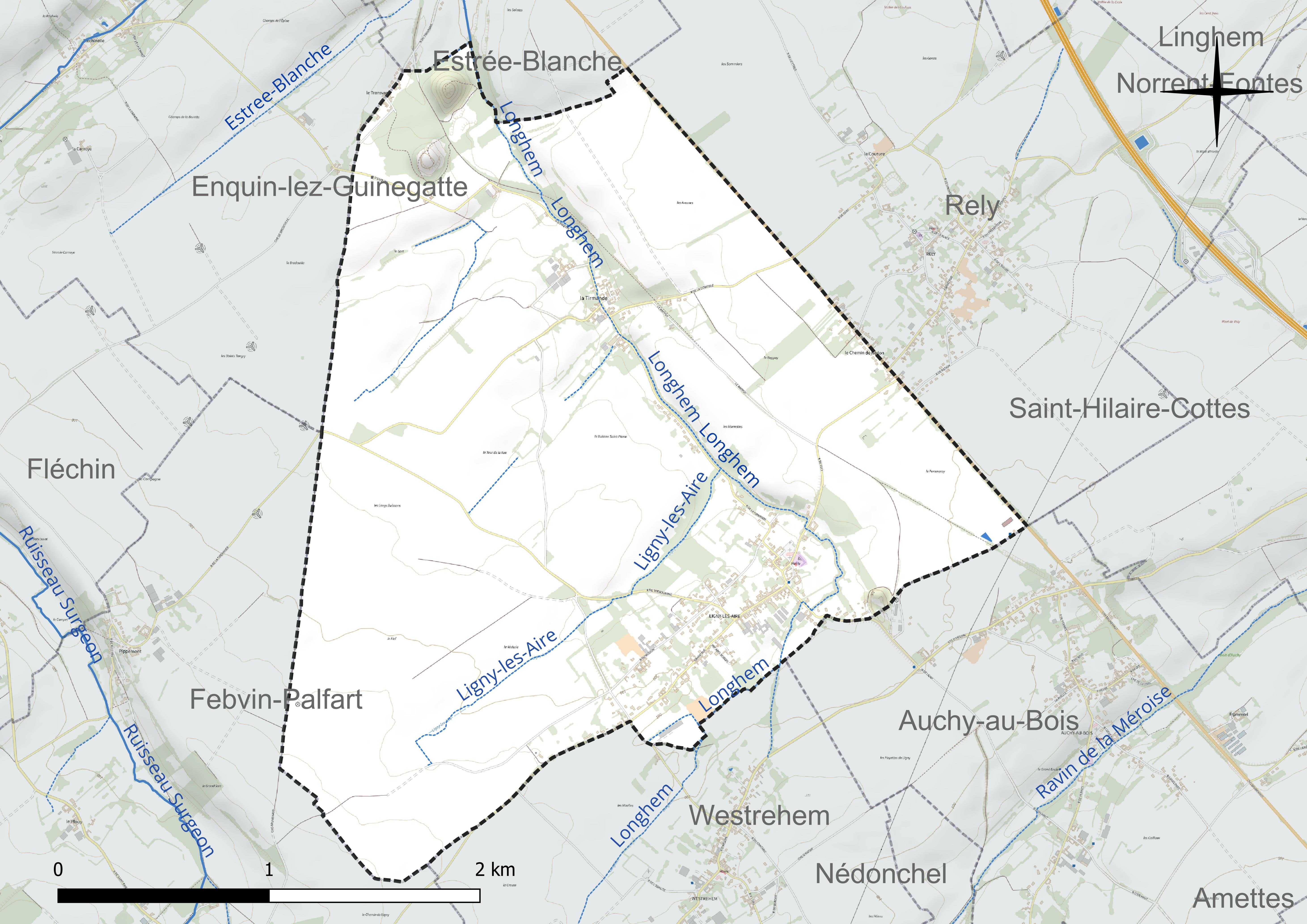
Réseau hydrographique de Ligny-lès-Aire.

#### Gestion et qualité des eaux
Le territoire communal est couvert par le schéma d'aménagement et de gestion des eaux (SAGE) « Lys ». Ce document de planification concerne un territoire de 1 835 km2 de superficie, délimité par le bassin versant de la Lys. Le périmètre a été arrêté le 29 mai 1995 et le SAGE proprement dit a été approuvé le 6 août 2010, puis révisé le 20 septembre 2019. La structure porteuse de l'élaboration et de la mise en œuvre est le syndicat mixte pour l'élaboration du SAGE de la Lys (SYMSAGEL).
La qualité des cours d'eau peut être consultée sur un site dédié géré par les agences de l'eau et l'Agence française pour la biodiversité.

### Climat
Pour des articles plus généraux, voir Climat des Hauts-de-France et Climat du Pas-de-Calais.
En 2010, le climat de la commune est de type climat océanique franc, selon une étude du CNRS s'appuyant sur une série de données couvrant la période 1971-2000. En 2020, Météo-France publie une typologie des climats de la France métropolitaine dans laquelle la commune est exposée à un climat océanique et est dans la région climatique Côtes de la Manche orientale, caractérisée par un faible ensoleillement (1 550 h/an) ; forte humidité de l'air (plus de 20 h/jour avec humidité relative > 80 % en hiver), vents forts fréquents.
Pour la période 1971-2000, la température annuelle moyenne est de 10,3 °C, avec une amplitude thermique annuelle de 13,2 °C. Le cumul annuel moyen de précipitations est de 893 mm, avec 13 jours de précipitations en janvier et 8,8 jours en juillet. Pour la période 1991-2020, la température moyenne annuelle observée sur la station météorologique la plus proche, située sur la commune de Fiefs à 6 km à vol d'oiseau, est de 10,4 °C et le cumul annuel moyen de précipitations est de 1 070,6 mm,. Pour l'avenir, les paramètres climatiques de la commune estimés pour 2050 selon différents scénarios d'émission de gaz à effet de serre sont consultables sur un site dédié publié par Météo-France en novembre 2022.

### Milieux naturels et biodiversité

#### Espaces protégés et gérés
La protection réglementaire est le mode d'intervention le plus fort pour préserver des espaces naturels remarquables et leur biodiversité associée.
Dans ce cadre, la commune fait partie de deux espaces protégés : 
- les terrils de Ligny-lès-Aire, parcelle en maitrise d'usage d'une superficie de 15,672 ha, terrain géré (location, convention de gestion) par le Conservatoire d'espaces naturels des Hauts-de-France[12] ;
- les terrils de Ligny-lès-Aire, parcelle acquise en maitrise foncière d'une superficie de 4,009 ha, terrain acquis (ou assimilé) par le Conservatoire d'espaces naturels des Hauts-de-France[13].

#### Espèces faunistiques et floristiques
L'Inventaire national du patrimoine naturel (INPN) recense plusieurs espèces faunistiques et floristiques sur le territoire de la commune dont certaines sont protégées et d'autres menacées et quasi-menacées.

## Urbanisme

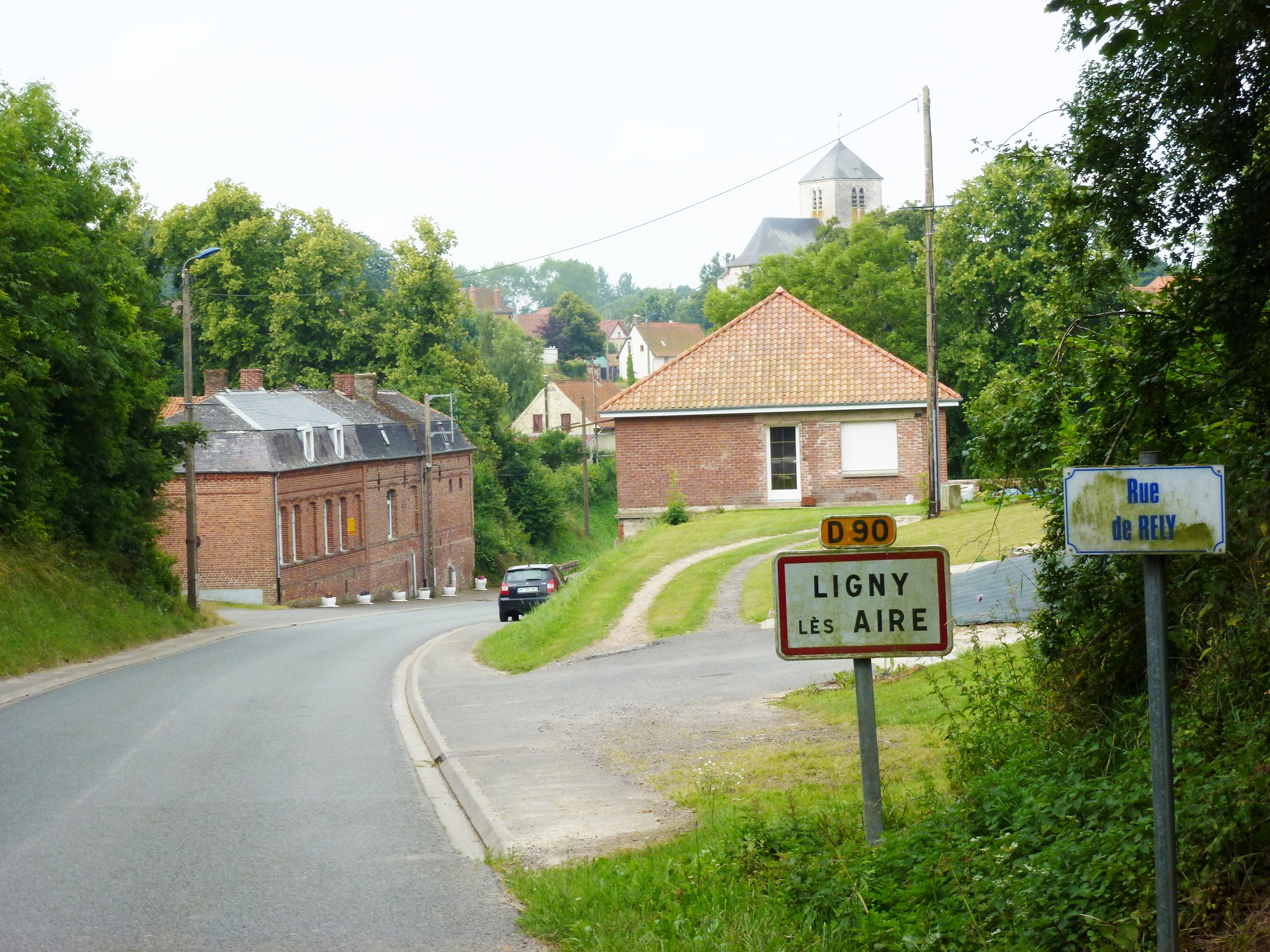
Entrée de Ligny-lès-Aire.

### Typologie
Au 1er janvier 2024, Ligny-lès-Aire est catégorisée commune rurale à habitat dispersé, selon la nouvelle grille communale de densité à sept niveaux définie par l'Insee en 2022.
Elle est située hors unité urbaine. Par ailleurs la commune fait partie de l'aire d'attraction d'Aire-sur-la-Lys, dont elle est une commune de la couronne,. Cette aire, qui regroupe 15 communes, est catégorisée dans les aires de moins de 50 000 habitants,.

### Occupation des sols
L'occupation des sols de la commune, telle qu'elle ressort de la base de données européenne d'occupation biophysique des sols Corine Land Cover (CLC), est marquée par l'importance des territoires agricoles (93 % en 2018), une proportion identique à celle de 1990 (93 %). La répartition détaillée en 2018 est la suivante : 
terres arables (69 %), prairies (13,4 %), zones agricoles hétérogènes (10,6 %), zones urbanisées (4 %), milieux à végétation arbustive et/ou herbacée (3 %). L'évolution de l'occupation des sols de la commune et de ses infrastructures peut être observée sur les différentes représentations cartographiques du territoire : la carte de Cassini (XVIIIe siècle), la carte d'état-major (1820-1866) et les cartes ou photos aériennes de l'IGN pour la période actuelle (1950 à aujourd'hui).

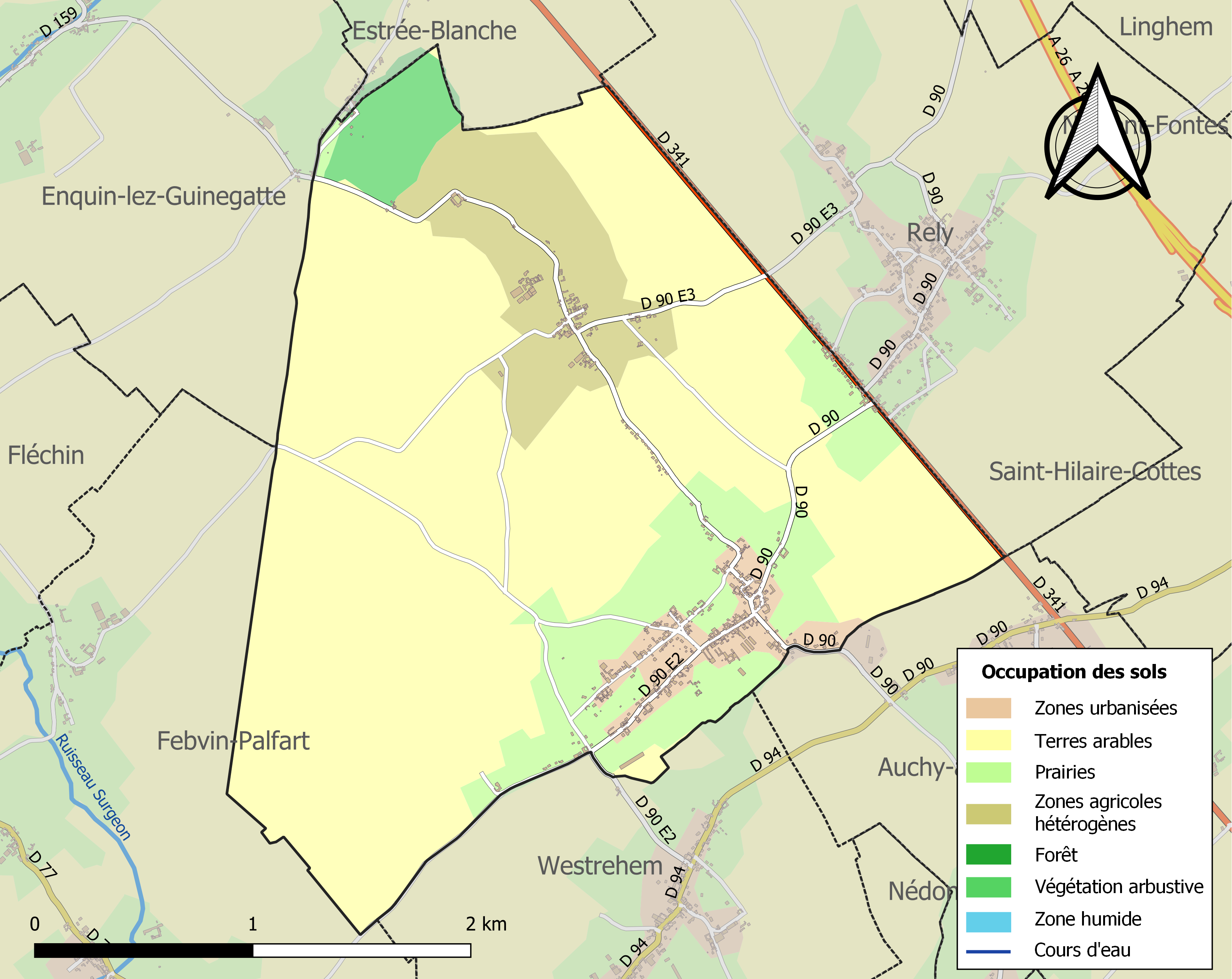
Carte des infrastructures et de l'occupation des sols de la commune en 2018 (CLC).

## Toponymie
Le nom de la localité est attesté sous les formes Lennacum (1119) ; Legniacum (1157) ; Lingiacum (1207) ; Linhi (1225) ; Lingi (1226) ; Lengi (1230) ; Langi (1230) ; Ligniacum (1290) ; Ligny (1400) ; Ligni juxta Reli (XVe siècle) ; Lygny (1550) ; Bas-Ligny (1660) ; Ligny-Boulenois (1739).
La préposition « lès » permet de signifier la proximité d'un lieu géographique par rapport à un autre lieu. En règle générale, il s'agit d'une localité qui tient à se situer par rapport à une ville voisine plus grande. La commune de Ligny indique qu'elle se situe près de Aire.

## Politique et administration

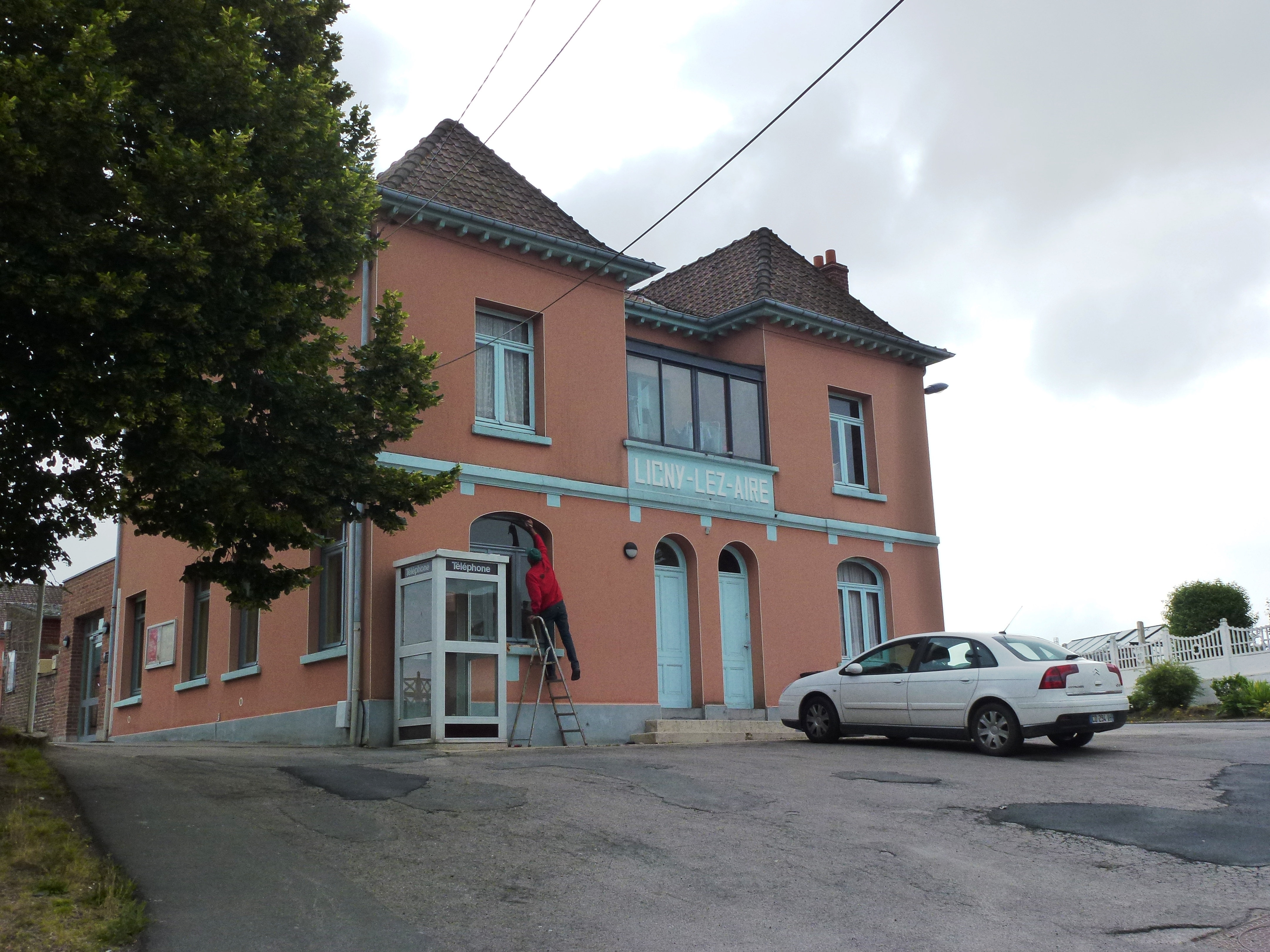
La mairie.

### Découpage territorial
La commune se trouve dans l'arrondissement de Béthune du département du Pas-de-Calais.

#### Commune et intercommunalités
La commune est membre de la communauté d'agglomération de Béthune-Bruay, Artois-Lys Romane qui regroupe 100 communes et compte 275 327 habitants en 2021.

#### Circonscriptions administratives
La commune est rattachée au canton d'Aire-sur-la-Lys.

#### Circonscriptions électorales
Pour l'élection des députés, la commune fait partie de la huitième circonscription du Pas-de-Calais.

### Élections municipales et communautaires

#### Liste des maires
| Période                                  | Période                    | Identité      | Étiquette | Qualité                                                                           |
| ---------------------------------------- | -------------------------- | ------------- | --------- | --------------------------------------------------------------------------------- |
| Les données manquantes sont à compléter. |                            |               |           |                                                                                   |
| mars 1965                                | 1er septembre 2012         | Valentin Pont |           | Démissionnaire                                                                    |
| 24 novembre 2012                         | En cours (au 25 mars 2022) | Alain Sgard   |           | Agent de maîtrise Réélu pour le mandat 2014-2020, Réélu pour le mandat 2020-2026, |

## Population et société

### Démographie
Les habitants sont appelés les Lignyacois.

#### Évolution démographique
L'évolution du nombre d'habitants est connue à travers les recensements de la population effectués dans la commune depuis 1793. Pour les communes de moins de 10 000 habitants, une enquête de recensement portant sur toute la population est réalisée tous les cinq ans, les populations de référence des années intermédiaires étant quant à elles estimées par interpolation ou extrapolation. Pour la commune, le premier recensement exhaustif entrant dans le cadre du nouveau dispositif a été réalisé en 2008.

En 2022, la commune comptait 564 habitants, en évolution de −7,99 % par rapport à 2016 (Pas-de-Calais : −0,72 %, France hors Mayotte : +2,11 %).
| 1793 | 1800 | 1806 | 1821 | 1831 | 1836 | 1841 | 1846 | 1851 |
| ---- | ---- | ---- | ---- | ---- | ---- | ---- | ---- | ---- |
| 655  | 652  | 611  | 669  | 659  | 706  | 699  | 723  | 736  |

| 1856 | 1861 | 1866 | 1872 | 1876 | 1881 | 1886 | 1891 | 1896 |
| ---- | ---- | ---- | ---- | ---- | ---- | ---- | ---- | ---- |
| 712  | 715  | 694  | 695  | 709  | 760  | 714  | 705  | 666  |

| 1901 | 1906 | 1911 | 1921 | 1926 | 1931 | 1936 | 1946 | 1954 |
| ---- | ---- | ---- | ---- | ---- | ---- | ---- | ---- | ---- |
| 677  | 678  | 675  | 588  | 648  | 664  | 628  | 667  | 611  |

| 1962 | 1968 | 1975 | 1982 | 1990 | 1999 | 2006 | 2008 | 2013 |
| ---- | ---- | ---- | ---- | ---- | ---- | ---- | ---- | ---- |
| 564  | 536  | 505  | 505  | 486  | 505  | 563  | 580  | 618  |

| 2018 | 2022 | - | - | - | - | - | - | - |
| ---- | ---- | - | - | - | - | - | - | - |
| 582  | 564  | - | - | - | - | - | - | - |

#### Pyramide des âges
En 2018, le taux de personnes d'un âge inférieur à 30 ans s'élève à 33,0 %, soit en dessous de la moyenne départementale (36,7 %). De même, le taux de personnes d'âge supérieur à 60 ans est de 23,3 % la même année, alors qu'il est de 24,9 % au niveau départemental.
En 2018, la commune comptait 294 hommes pour 288 femmes, soit un taux de 50,52 % d'hommes, largement supérieur au taux départemental (48,50 %).
Les pyramides des âges de la commune et du département s'établissent comme suit.
| Hommes | Classe d’âge | Femmes |
| ------ | ------------ | ------ |
| 0,3    | 90 ou +      | 0,0    |
| 6,5    | 75-89 ans    | 10,1   |
| 15,3   | 60-74 ans    | 14,6   |
| 23,1   | 45-59 ans    | 19,4   |
| 22,4   | 30-44 ans    | 22,2   |
| 15,0   | 15-29 ans    | 13,9   |
| 17,3   | 0-14 ans     | 19,8   |

| Hommes | Classe d’âge | Femmes |
| ------ | ------------ | ------ |
| 0,5    | 90 ou +      | 1,6    |
| 5,6    | 75-89 ans    | 8,9    |
| 16,7   | 60-74 ans    | 18,1   |
| 20,2   | 45-59 ans    | 19,2   |
| 18,9   | 30-44 ans    | 18,1   |
| 18,2   | 15-29 ans    | 16,2   |
| 19,9   | 0-14 ans     | 17,9   |

## Culture locale et patrimoine

### Lieux et monuments

#### Patrimoine mondial
Depuis le 30 juin 2012, la valeur universelle et historique du bassin minier du Nord-Pas-de-Calais est reconnue et inscrite sur la liste du patrimoine mondial de l'UNESCO. Parmi les 353 sites, répartis sur 109 lieux inclus dans le périmètre du bassin minier, le site no 106 de Ligny-lès-Aire est formé par le terril conique no 34, 3 de Ligny, issu de l'exploitation à Ligny-lès-Aire de la fosse no 3 des mines de Ligny-lès-Aire ; le site no 107 est formé par le terril décapité no 32, Transvaal 2 Sud, issu de l'exploitation à Ligny-lès-Aire de la fosse no 2 - 2 bis des mines de Ligny-lès-Aire ; le site no 108 est formé par le terril conique no 31, Transvaal 1 Nord, issu de l'exploitation à Ligny-lès-Aire de la fosse no 2 - 2 bis des mines de Ligny-lès-Aire,.

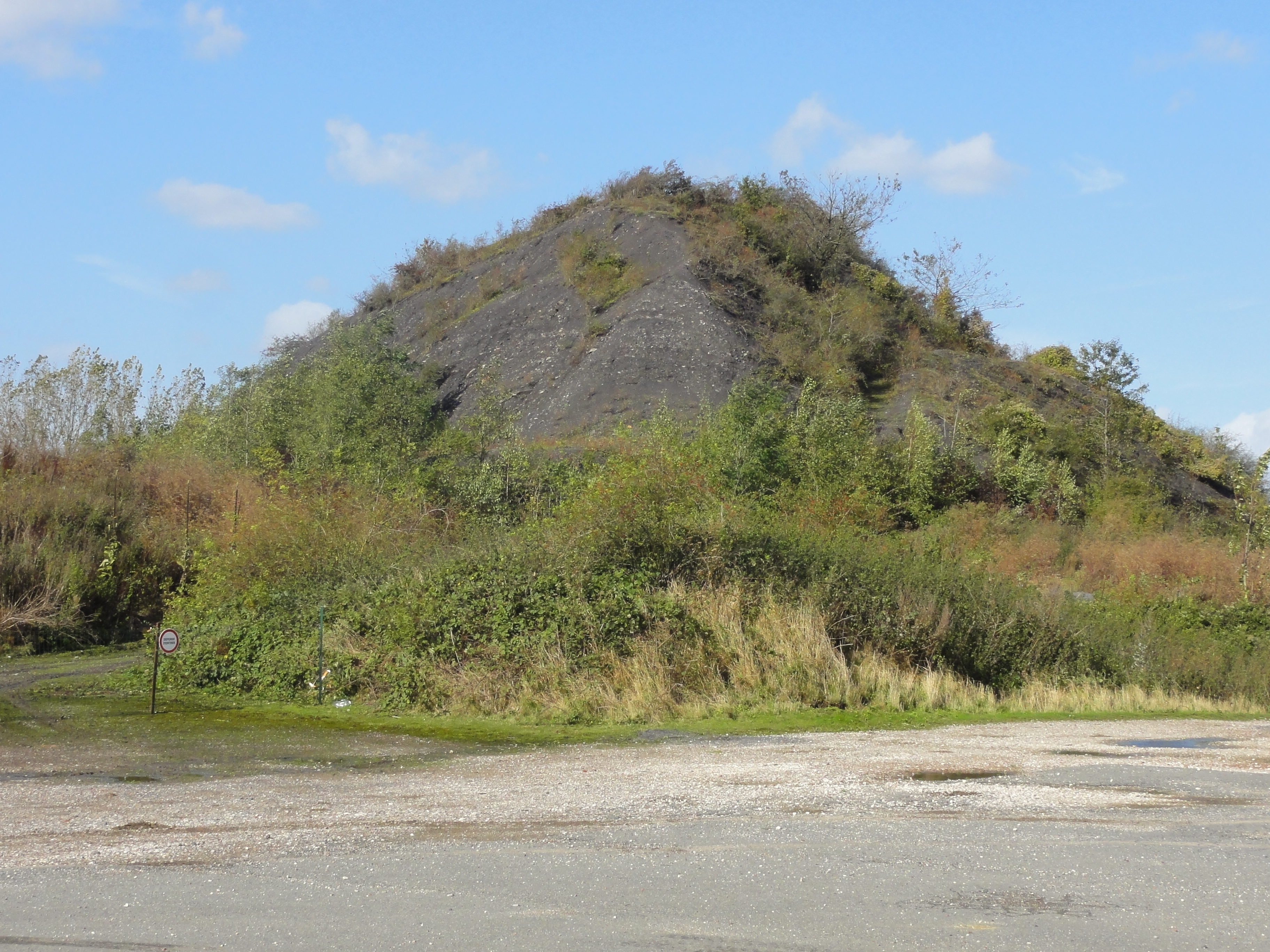
Le terril no 34.
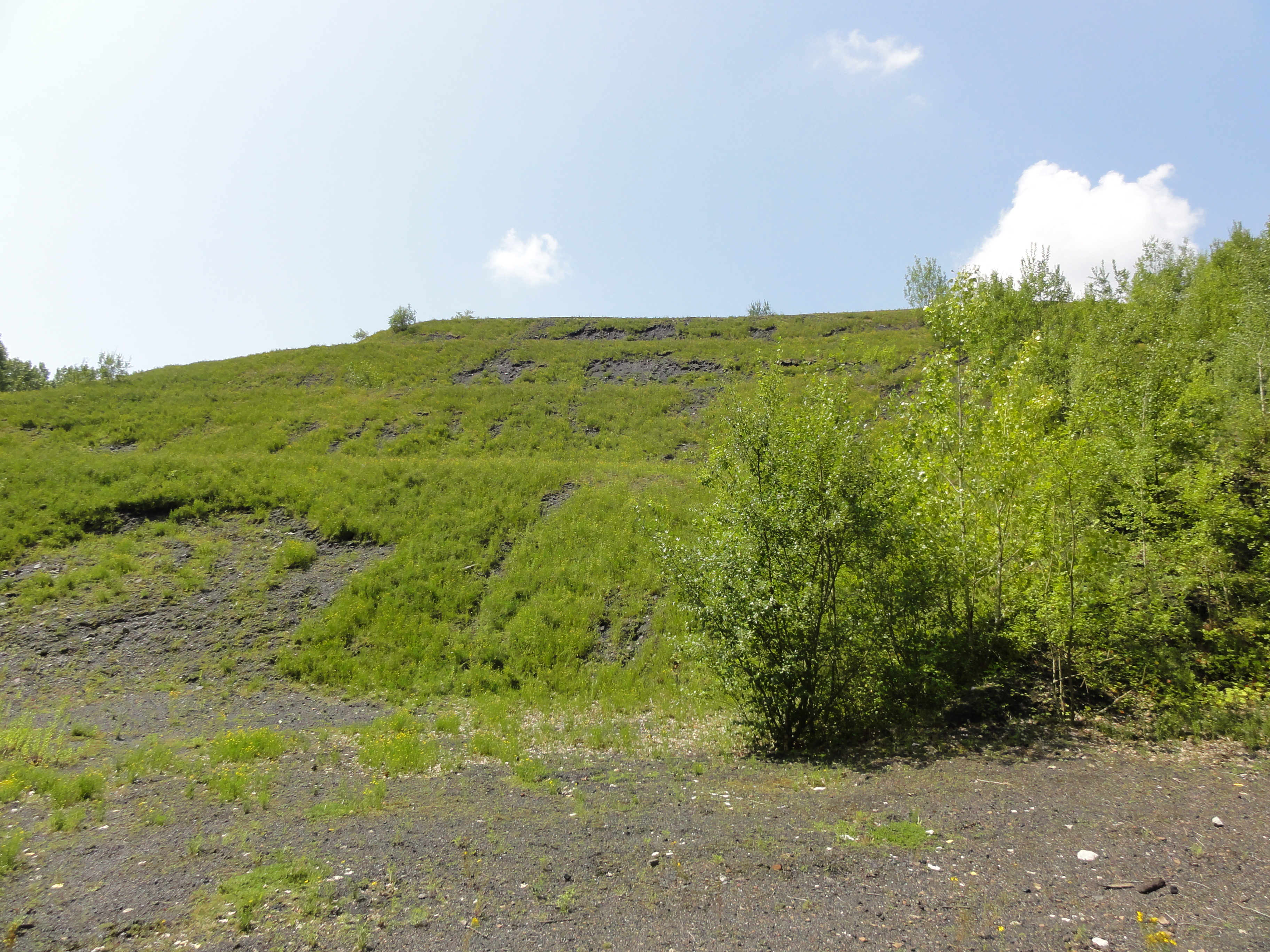
Le terril no 32.
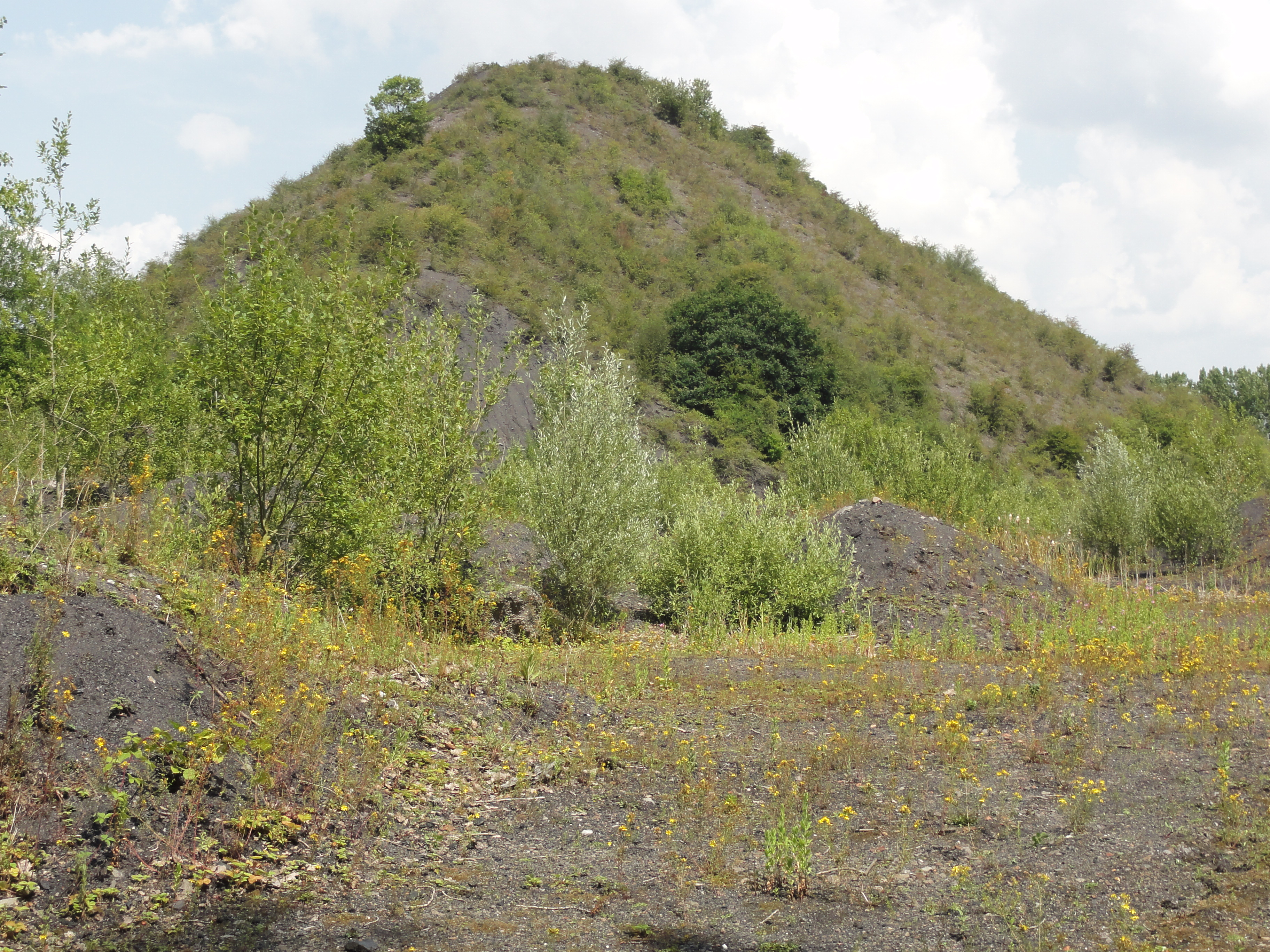
Le terril no 31.

#### Autres lieux et monuments
- L'église Saint-Pierre de Ligny-lès-Aire datant du XVIe siècle.
- Le monument aux morts, surmonté d'une croix latine, commémorant la Première Guerre mondiale et la Seconde Guerre mondiale[38].
- Le petit patrimoine religieux : un calvaire et plusieurs chapelles-oratoires disséminées sur le territoire de la commune.
- La ruine du moulin de Ligny-lès-Aire.

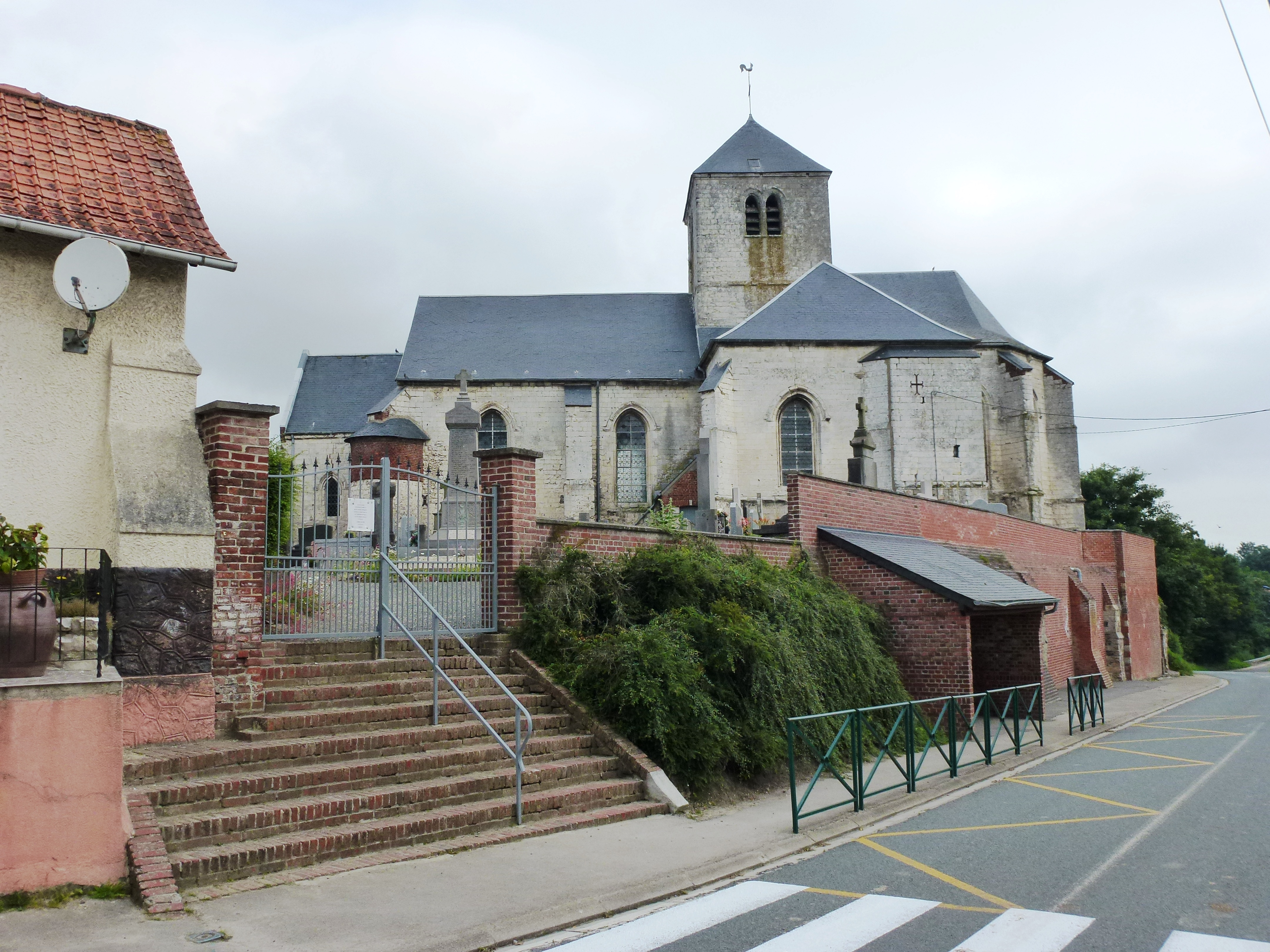
L'église Saint-Pierre.
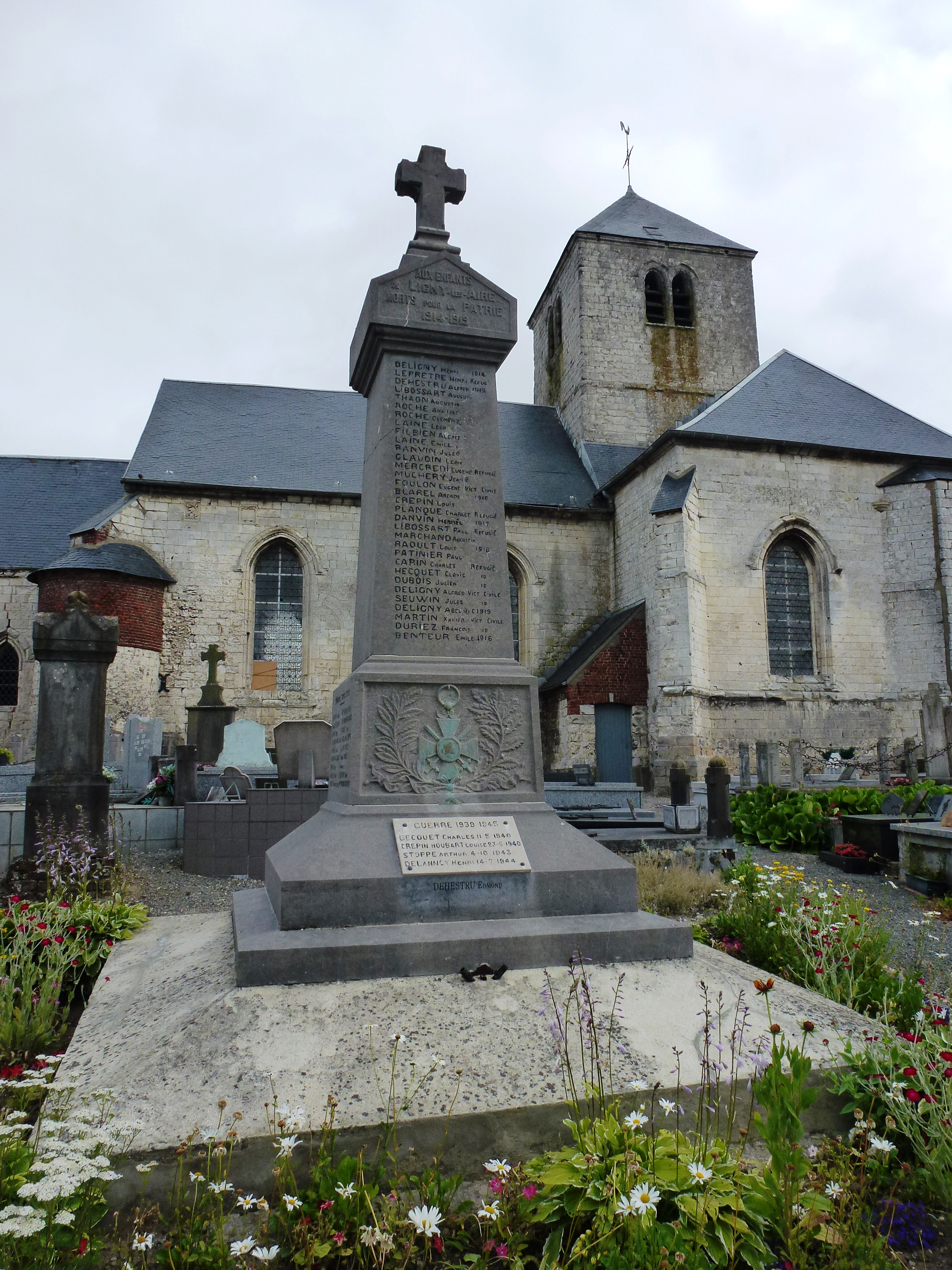
Le monument aux morts.
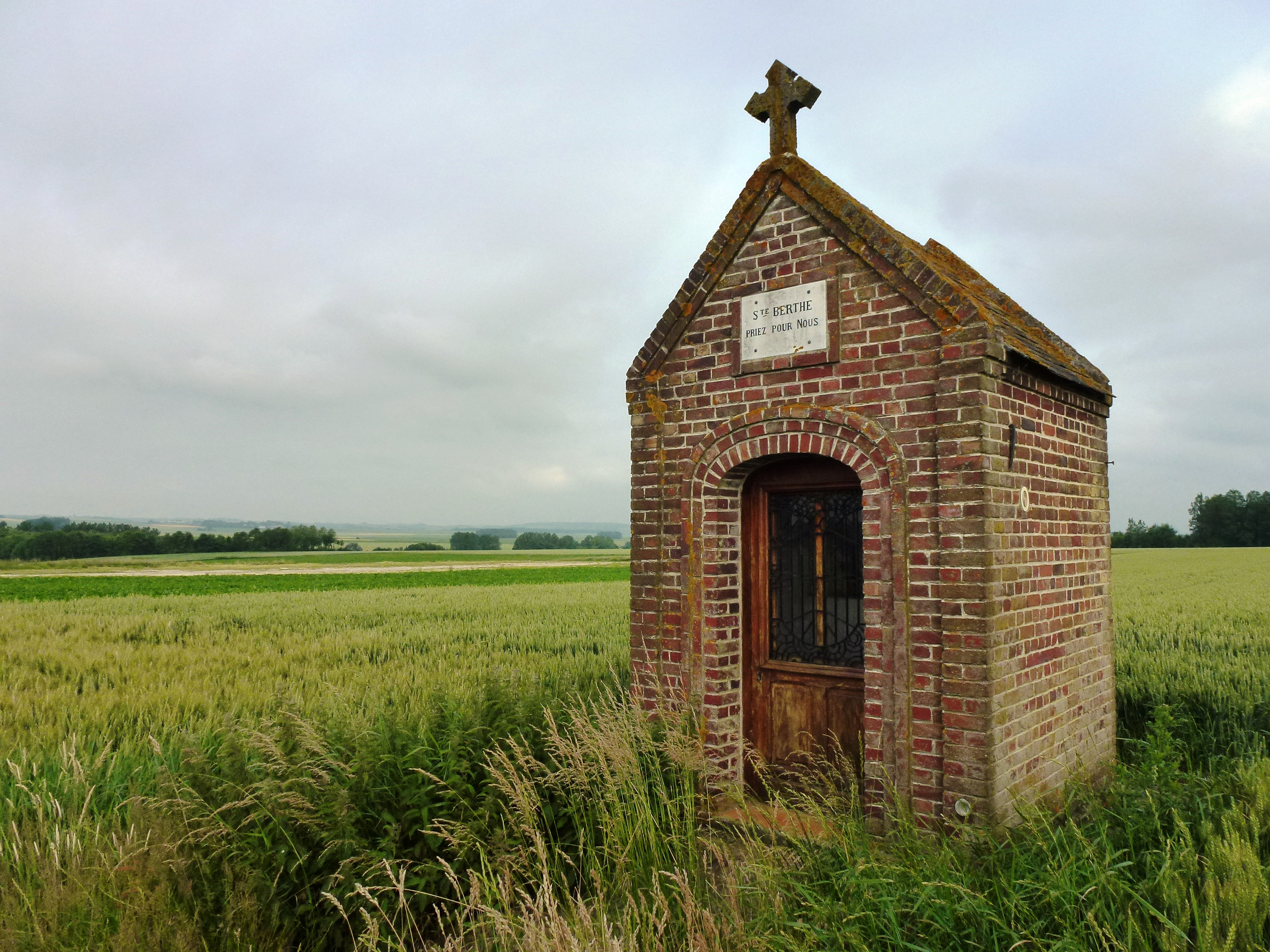
La chapelle Sainte-Berthe.
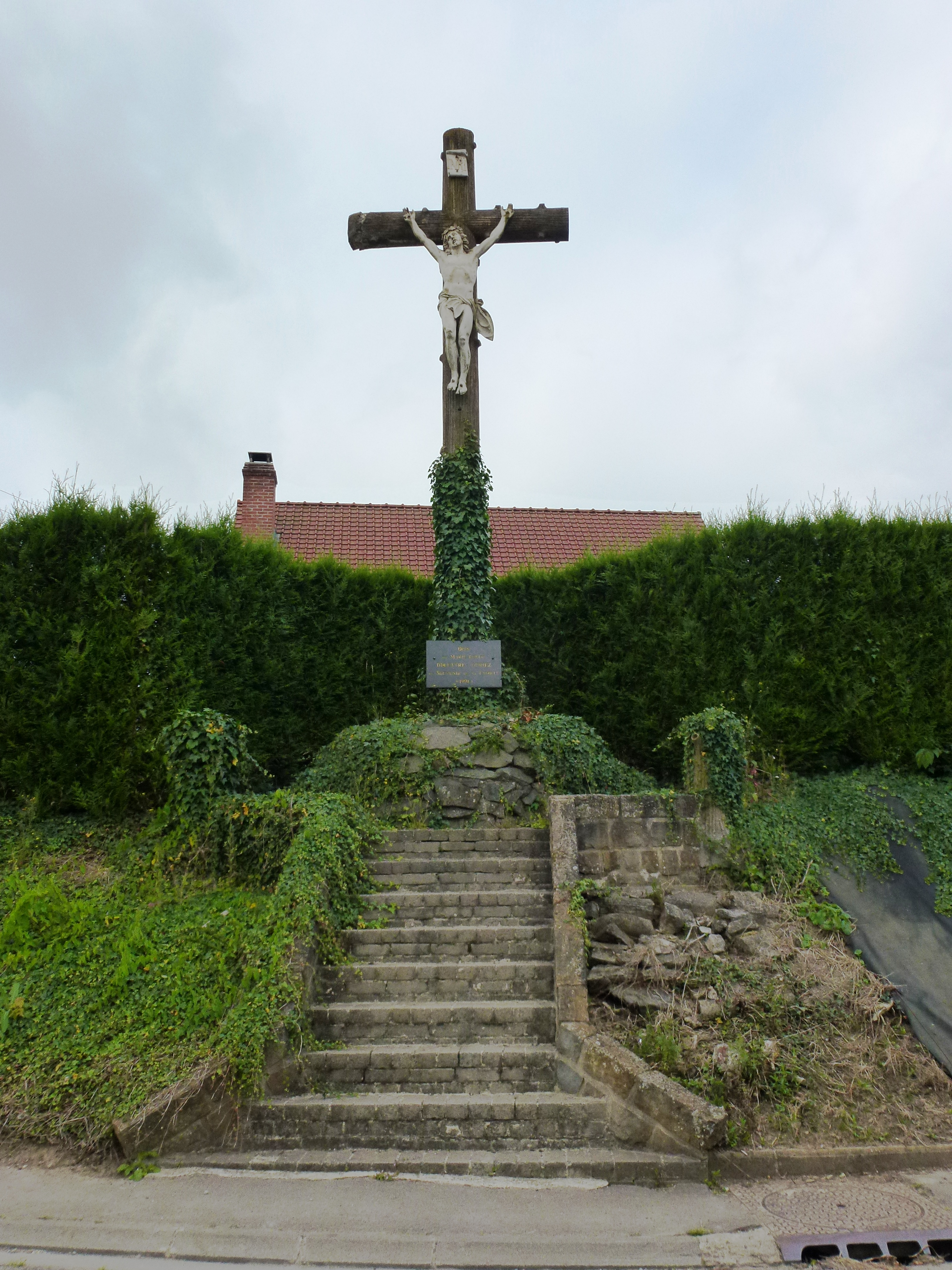
Le calvaire.
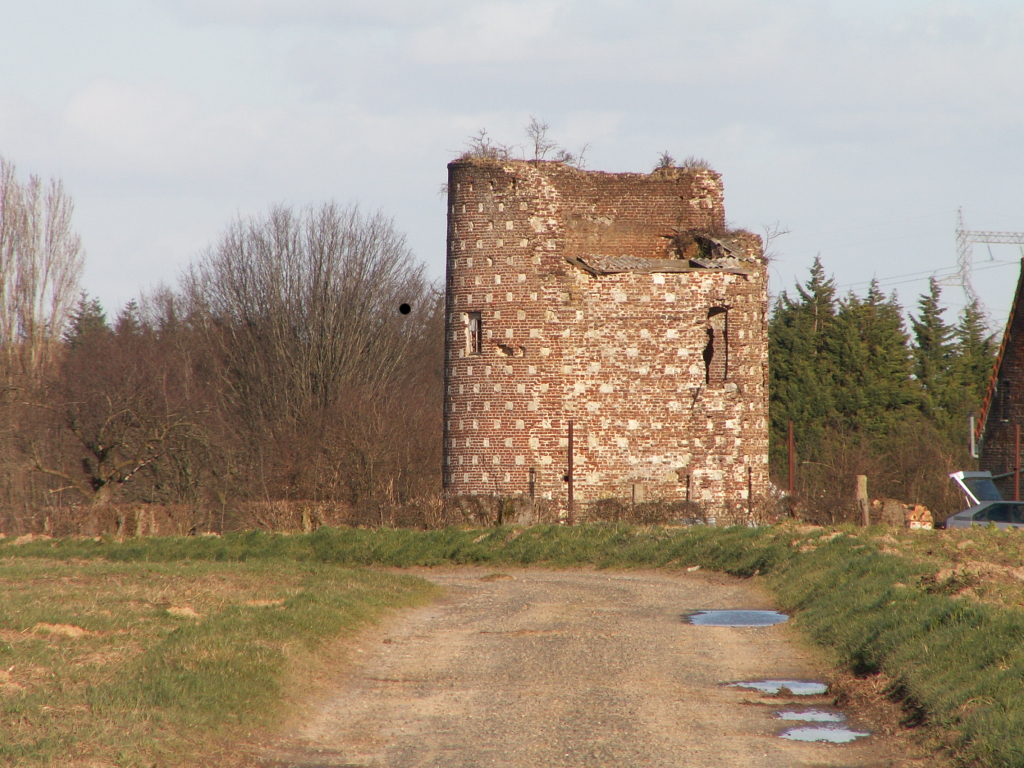
Le moulin de Ligny.

### Héraldique
| Blason de Ligny-lès-Aire | Blason  | De sinople à la bande d'argent chargée de trois tourteaux du champ. |
| Blason de Ligny-lès-Aire | Détails | Le statut officiel du blason reste à déterminer.                    |

## Pour approfondir

#### Bases de données, dictionnaires et encyclopédies
- Ressources relatives à la géographie :   - Insee (communes)
  - Ldh/EHESS/Cassini
- Ressource relative à plusieurs domaines :   - Annuaire du service public français